# Pruche subalpine
Tsuga mertensiana
Espèce
Statut de conservation UICN

 LC  : Préoccupation mineure
La Pruche subalpine, Tsuga de l’Ouest,  Hemlock de l’Ouest, Pruche de l'Ouest, Pruche occidentale, Tsuga de Californie ou Tsuga hétérophylle (Tsuga mertensiana) est une espèce de conifères appartenant au genre Tsuga et à la famille des Pinaceae. Son épithète spécifique est dédié au botaniste Karl Heinrich Mertens (1796-1830).

## Habitat
L’arbre est originaire de la côte occidentale de l’Amérique du Nord où il s’étend de la Californie jusqu’au sud de l’Alaska en passant par le Canada. Contrairement au pruche de l'Ouest qui préfère les zones proches de l’océan, on le retrouve plus facilement à l’est dans les rocheuses comme en Colombie-Britannique, en Idaho et dans le Montana. On le retrouve à des altitudes variant de 0 à 1 000 m en Alaska, de 1600 à 2 300 m dans l’Oregon et de 2500 à 3 050 m en Californie.

## Description
L’arbre atteint généralement une taille comprise entre 20 et 40 m et très exceptionnellement approche des 60 m. Son tronc peut atteindre un diamètre de 2 m.
L’écorce de couleur grisâtre est fine et craquelée. La couronne a une forme conique chez les jeunes arbres avant de devenir plus cylindrique avec l’âge.
Les germes sont brun-orange et pubescents. Les feuilles font de 10 à 20 mm de long, d’une couleur vert-bleu au-dessus et avec deux bandes blanches de stomates séparées d’une bande verte sur la face inférieure.
Les cônes sont petits (30 à 80 mm sur 8 à 10 mm de large) mais plus longs que chez les autres espèces de Tsuga. Les écailles, qui sont fines et flexibles, mesurent de 8 à 18 mm. Les cônes sont d’abord noirâtres (rarement verts) avant de devenir brun-rougeâtre 5 à 7 mois  après la fécondation. Les semences, qui ont une couleur semblable à celle du cône adulte, font 2 à 3 mm de long et possèdent une aile de couleur rose-brune mesurant de 7 à 12 mm de long.
La variété de Tsuga subalpine est composée de trois taxons et de deux sous-espèces :
- Tsuga mertensiana subsp. mertensiana var. mertensiana

Nord de la zone - Cônes plus petits de 30 à 60 mm et larges de 12 à 25 mm ouverts
- Tsuga mertensiana subsp. mertensiana var. jeffreyi

Nord de la zone - Feuilles plus vertes au-dessus.
- Tsuga mertensiana subsp. grandicona

Sud de la zone. Cônes larges de 45 à 80 mm de long sur 20 à 35 mm de large ouverts.
L’arbre apprécie un fort ensoleillement et les endroits humides avec des hivers très neigeux pour que de l’eau soit libérée durant le printemps et une bonne partie de l’été. Il pousse de ce fait plus facilement sur les pentes nord des montagnes car la neige y reste plus longtemps.
L’arbre a été introduit en Europe où il pousse principalement à titre ornemental grâce à sa coloration vert-bleu. On le retrouve ainsi au nord de la Grande-Bretagne et en Scandinavie où il supporte les conditions hivernales rudes.

## Galerie

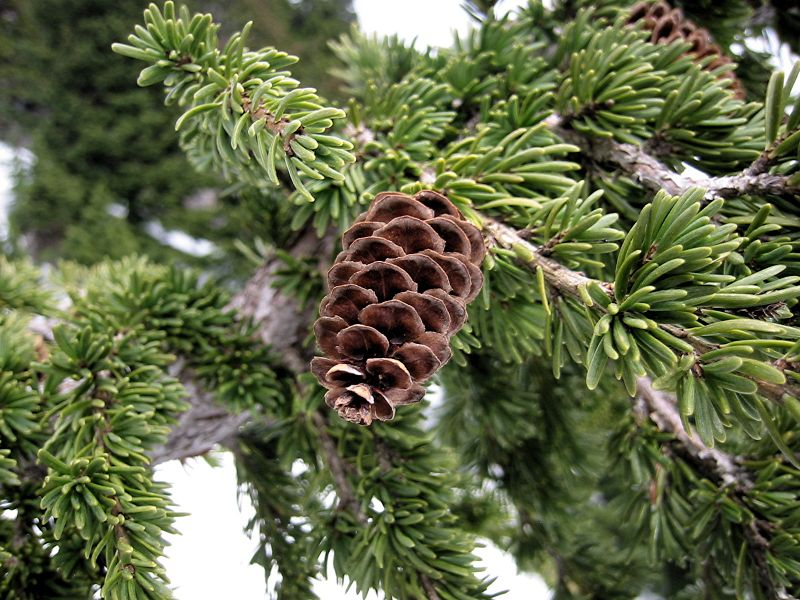
Cônes de plusieurs mois
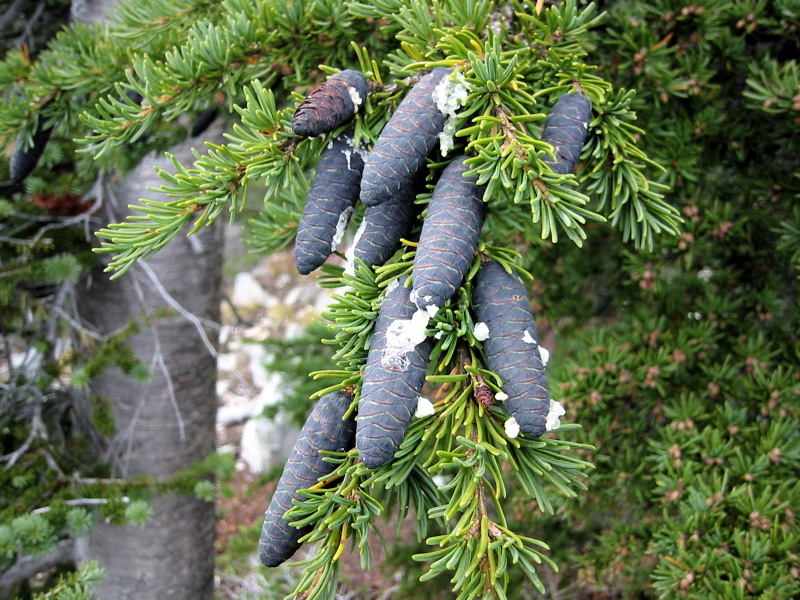
Jeunes cônes
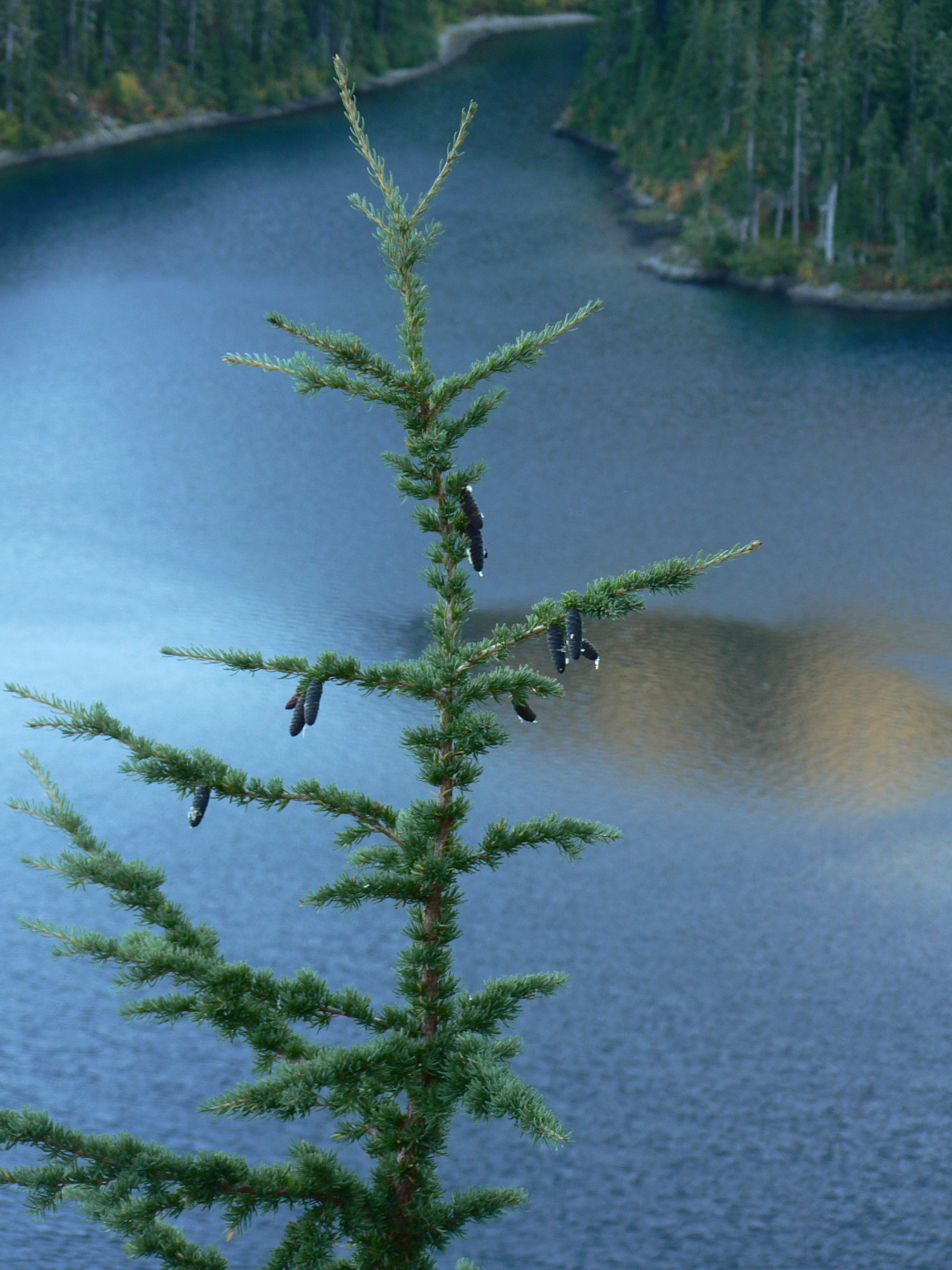
Tsuga mertensiana
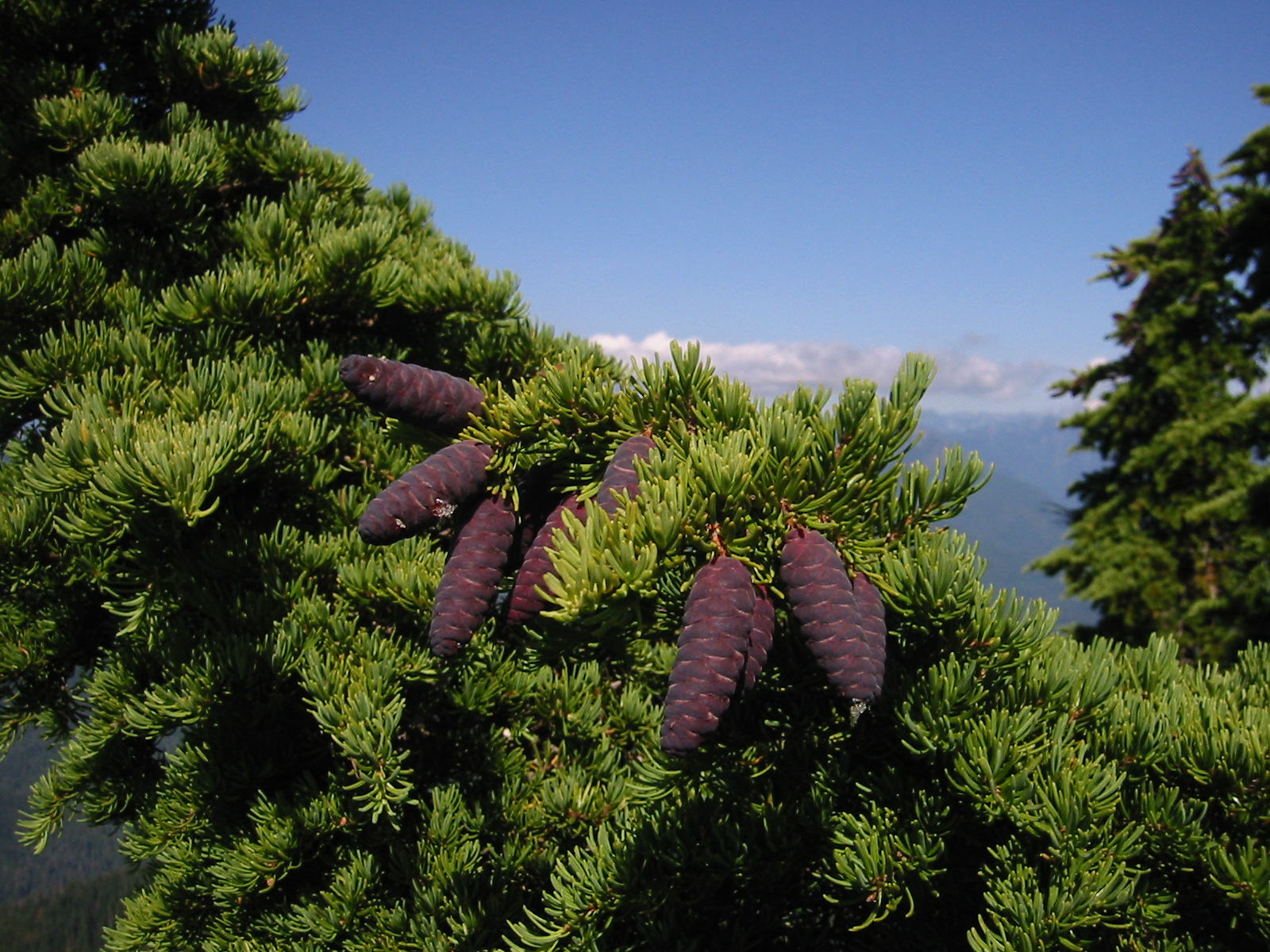
Cônes du Tsuga mertensiana